# Hallangia proporoides
Hallangia proporoides är en plattmaskart som beskrevs av Westblad 1946. Hallangia proporoides ingår i släktet Hallangia och familjen Hallangiidae. Inga underarter finns listade i Catalogue of Life.